# ÖKO-Pack Nonprofit Kft.
Az ÖKO-Pack Nonprofit Kft. 2003 és 2011 között a csomagolási hulladékok hasznosítását szervezte, finanszírozta. Közel 800 partnercégük az ipari és szolgáltatási tevékenységek teljes skáláját lefedte. Partnereikkel együtt hozzájárultak ahhoz, hogy Magyarország az elmúlt években teljesítette a csomagolóanyagokra vonatkozó hasznosítási követelményeket.
Az új szabályozás a hulladék-gazdálkodás finanszírozását az állami szférába helyezte át. Így az ÖKO-Pack fő tevékenysége a környezetvédelmi szemléletformálás, nevelés, a zöld marketing és a termékdíj képviselet lett.
Az utóbbi 7 évben a Társadalmi Felelősségvállalás (CSR) részeként Magyarország legmeghatározóbb szemléletformáló és környezetvédelmi kommunikációját, oktatóprogramját építették ki. A szelektív hulladékgyűjtést népszerűsítő rendezvényektől kezdve a fenntarthatóságon át, egészen a vidéki önkéntességig és a falusi turizmusig karolják fel a lehetőségeket.
Európában is egyedülálló, a Hulladékból Termék és a Tükörben a Világ című kiállításaik, amelyek a hazai sikeres megjelenések mellett, nemzetközi színekben is többször bizonyítottak. Zöld programcsomag, öko játszóház és számos környezetvédelemmel kapcsolatos program, kampány kapcsolódik a céghez.

## Díjak, elismerések
- Comenius EDU-media Díj: 2006-ban, Németországban a Hulladékból Termék oktatófilm összeállításáért
- Best Practice 2006: A Magyar Pr Szövetség jóvoltából elnyert cím a társadalomért való felelősségvállalásért.
- Az Év honlapja: 2008-ban Minőségi Díjat nyert a cég kampányoldala, a "Hulladékból Termék Archiválva 2020. november 24-i dátummal a Wayback Machine-ben"
- Prizma Kreatív Pr-díj: 2010-ben nyert a cég Varacsk blogja, mert írásaikkal sok ember figyelmét felhívták a környezetvédelmi problémákra.
- Környezetünkért Díj: Az ÖKO-Pack Nonprofit Kft. ügyvezető igazgatója, Hartay Mihály 2011-ben kapta meg ezt az állami kitüntetést.
- Környezet védelméért díj: 2011-ben szintén Hartay Mihály kapta a kitüntetést, ezt azonban a szakma részéről.

## Honlapjai, kampányai
- ÖKO-Pack hivatalos honlapja
- Öko-Pack Programcsomag
- Hulladékból Termék - Minden, amit a szelektív hulladékgyűjtésről tudni kell Archiválva 2020. november 24-i dátummal a Wayback Machine-ben
- Tükörben a Világ - Kiállítás a fenntartható fejlődésről
- "Paraszt-Wellness" - önkéntes kaláka Gömörszőlősön Archiválva 2021. június 19-i dátummal a Wayback Machine-ben
- Nem kérünk szórólapot!